# 喬納斯里奇 (北卡羅萊納州)
喬納斯里奇（英語：Jonas Ridge）是位於美國北卡羅萊納州伯克縣的非建制地區。

## 歷史
喬納斯里奇的郵局自1889年營運至今。

## 地理
喬納斯里奇所處的海拔為高於海平面1161米（即3809英呎），而該地所採用的時區為UTC-5，即北美东部时区（EST）。同時該地設有夏令時間，為UTC-5調快一小時，即UTC-4（EDT）。